# 20 Fingers
20 Fingers ist ein Produzententeam aus Chicago, das Mitte der 1990er Jahre erfolgreich war.

## Biografie
20 Fingers gilt als eine der bekanntesten US-Dancefloor-Gruppen. Sie besteht aus den beiden DJs und Produzenten Manfred „Manny“ Mohr und Charlie „Baby“ Rosario, die zusammen mit der ebenfalls aus Chicago stammenden Sängerin und Rapperin Sandra Gillette zwischen 1994 und 1996 ein Trio bildeten, das im Dancefloor-Genre erfolgreich war. Neben Gillette wurden andere Sängerinnen wie Roula oder Kathrina verpflichtet. Gillette galt jedoch als Aushängeschild der Gruppe. Aber auch männliche Sänger und Rapper wie Max-a-Million (bestehend aus den Rappern Tommye und Duran Estevez und der Sängerin A’Lisa B.) oder The Bongo Boys arbeiteten mit 20 Fingers zusammen. 
Charakteristisch für den Sound von 20 Fingers waren besonders eintönige Melodien, hervorstehende Beats und ein simples Arrangement der Vocals, was den Liedern einen enormen Ohrwurmcharakter verlieh, wodurch diese zu Hits wurden. Besonders einfache Wortwiederholungen wie „Bum ba da da da da“, „Barara bum bum bum“ oder „eeny weeny teeny weeny“ sorgten für einen hohen Wiedererkennungswert.
20 Fingers konnte nicht nur in den USA, sondern auch in Kanada, Europa, Südafrika, Südostasien und Japan hohe Chartplatzierungen aufweisen. Als die Popularität der Dancefloor-Genres ab 1997 nachließ, erschienen keine weiteren Veröffentlichungen. 2001 folgte noch ein kleiner Erfolg, als Mohr und Rosario für Gillettes Album Did I Say That? das Lied Sex Tonight schrieben, der zum Club-Hit in den USA wurde.

## Diskografie

### Studioalben
| Jahr | Titel                  | Höchstplatzierung, Gesamtwochen, AuszeichnungChartplatzierungen (Jahr, Titel, Platzierungen, Wochen, Auszeichnungen, Anmerkungen) | Höchstplatzierung, Gesamtwochen, AuszeichnungChartplatzierungen (Jahr, Titel, Platzierungen, Wochen, Auszeichnungen, Anmerkungen) | Anmerkungen                          |
| Jahr | Titel                  | DE | AT | Anmerkungen                          |
| ---- | ---------------------- | --- | --- | ------------------------------------ |
| 1995 | On the Attack and More | DE26 (11 Wo.)DE | AT24 (4 Wo.)AT | Erstveröffentlichung: 18. April 1995 |

### Singles
| Jahr | Titel Album                            | Höchstplatzierung, Gesamtwochen, AuszeichnungChartplatzierungen (Jahr, Titel, Album, Platzierungen, Wochen, Auszeichnungen, Anmerkungen) | Höchstplatzierung, Gesamtwochen, AuszeichnungChartplatzierungen (Jahr, Titel, Album, Platzierungen, Wochen, Auszeichnungen, Anmerkungen) | Höchstplatzierung, Gesamtwochen, AuszeichnungChartplatzierungen (Jahr, Titel, Album, Platzierungen, Wochen, Auszeichnungen, Anmerkungen) | Höchstplatzierung, Gesamtwochen, AuszeichnungChartplatzierungen (Jahr, Titel, Album, Platzierungen, Wochen, Auszeichnungen, Anmerkungen) | Höchstplatzierung, Gesamtwochen, AuszeichnungChartplatzierungen (Jahr, Titel, Album, Platzierungen, Wochen, Auszeichnungen, Anmerkungen) | Anmerkungen                                              |
| Jahr | Titel Album                            | DE | AT | CH | UK | US | Anmerkungen                                              |
| ---- | -------------------------------------- | --- | --- | --- | --- | --- | -------------------------------------------------------- |
| 1994 | Short Dick Man On the Attack and More  | DE3 Gold · (19 Wo.)DE | AT6 (12 Wo.)AT | — | UK21 (4 Wo.)UK | US14 Gold · (30 Wo.)US | Erstveröffentlichung: 31. August 1994 feat. Gillette     |
| 1995 | Lick It On the Attack and More         | DE4 Gold · (19 Wo.)DE | AT10 (12 Wo.)AT | CH21 (19 Wo.)CH | UK48 (3 Wo.)UK | US72 (15 Wo.)US | Erstveröffentlichung: 13. Februar 1995 feat. Roula       |
| 1995 | Mr. Personality On the Attack and More | DE22 (12 Wo.)DE | — | CH36 (7 Wo.)CH | — | US42 (18 Wo.)US | Erstveröffentlichung: 19. Juni 1995 feat. Gillette       |
| 1995 | Don’t Laugh but Lick It –              | — | — | CH50 (1 Wo.)CH | — | — | Erstveröffentlichung: 1995 Winx & 20 Fingers feat. Roula |
| 1995 | Short Short Man On the Attack and More | — | — | — | UK11 (7 Wo.)UK | — | Erstveröffentlichung: 1995 feat. Gillette                |
| 1995 | Sex Machine On the Attack and More     | DE92 (2 Wo.)DE | — | — | — | — | Erstveröffentlichung: 8. Dezember 1995 feat. Katrina     |

## Auszeichnungen für Musikverkäufe
| Silberne Schallplatte - Frankreich - 1995: für die Single Short Dick Man Goldene Schallplatte - Australien - 1994: für die Single Short Dick Man |

Anmerkung: Auszeichnungen in Ländern aus den Charttabellen bzw. Chartboxen sind in ebendiesen zu finden.
| Land/RegionAuszeichnungen für Musikverkäufe (Land/Region, Auszeichnungen, Verkäufe, Quellen) | Silber  | Gold     | Platin | Verkäufe | Quellen           |
| -------------------------------------------------------------------------------------------- | ------- | -------- | ------ | -------- | ----------------- |
| Australien (ARIA)                                                                            | —       | Gold1    | —      | 35.000   | Einzelnachweise   |
| Deutschland (BVMI)                                                                           | —       | 2× Gold2 | —      | 500.000  | musikindustrie.de |
| Frankreich (SNEP)                                                                            | Silber1 | —        | —      | 125.000  | infodisc.fr       |
| Vereinigte Staaten (RIAA)                                                                    | —       | Gold1    | —      | 500.000  | riaa.com          |
| Insgesamt                                                                                    | Silber1 | 4× Gold4 | —      |          |                   |